# Tromsdalstinden
Tromsdalstinden je hora v Norsku nedaleko města Tromsø. Je vysoká 1238 metrů. V severní sámštině se hora nazývá Sálašoaivi. Po většinu roku je hora pokrytá sněhem. Patří k oblíbeným cílům výletů místních obyvatel, z centra Tromsø sem jezdí lanová draha Fjellheisen.
Když se Tromsø ucházelo o pořadatelství zimních olympijských her, bylo v plánu vybudování sjezdařského areálu na svazích hory. Původní obyvatelé proti tomu protestovali a Sámský parlament v Norsku prohlásil horu za posvátnou.